# Бад Бол
Бад Бол (њем. Bad Boll) општина је у њемачкој савезној држави Баден-Виртемберг. Једно је од 38 општинских средишта округа Гепинген. Према процјени из 2010. у општини је живјело 5.198 становника. Посједује регионалну шифру (AGS) 8117012.

## Географски и демографски подаци
Бад Бол се налази у савезној држави Баден-Виртемберг у округу Гепинген. Општина се налази на надморској висини од 427 метара. Површина општине износи 11,0 km². У самом мјесту је, према процјени из 2010. године, живјело 5.198 становника. Просјечна густина становништва износи 475 становника/km².

## Међународна сарадња
| Мјесто | Држава    | Врста сарадње | Од    |
| ------ | --------- | ------------- | ----- |
|        | Француска | контакт       | 2005. |
| Извор  |           |               |       |